# حوت رايس
حوت رايس (الاسم العلمي: Balaenoptera ricei) هو نوع من الحيتانيات، يتبع جنس الهركول.